# 小矢部市立津沢中学校
小矢部市立津沢中学校（おやべしりつ つざわちゅうがっこう）は、富山県小矢部市にある市立中学校。

## 通学区域
津沢小学校校区

## 周辺
- 富山県立となみ野高等学校
- 小矢部市立津沢小学校
- 小矢部川

## 著名な出身者
- 山室大輔（演出家）
- 荒木貴裕（プロ野球選手、東京ヤクルトスワローズ）